# جمال لویس
جمال لوییس (انگلیسی: Jamal Lewis؛ زادهٔ ۲۵ ژانویهٔ ۱۹۹۸) بازیکن فوتبال اهل انگلستان است.
از باشگاه‌هایی که در آن بازی کرده‌است می‌توان به باشگاه فوتبال نوریچ سیتی اشاره کرد.
وی همچنین در تیم‌های ملی فوتبال زیر ۱۹ سال ایرلند شمالی و زیر ۲۱ سال ایرلند شمالی و همچنین بزرگسالان ایرلند شمالی بازی کرده‌است.

## تیم ملی
اگرچه لویس در انگلستان متولد شد، اما از طریق مادرش که در بلفاست متولد شده بود، واجد شرایط بازی برای ایرلند شمالی بود. او برای اولین بار در سال ۲۰۱۶ نماینده کشور بود و سه بازی برای تیم زیر ۱۹ سال ایرلند شمالی انجام داد. در ژوئن ۲۰۱۷ به تیم زیر ۲۱ سال دعوت شد و اولین بازی زیر ۲۱ سال خود را مقابل استونی انجام داد.
در مارس ۲۰۱۸، او برای اولین بار به تیم بزرگسالان ایرلند شمالی دعوت شد.
او اولین بازی ملی خود را در بازی دوستانه مقابل کره جنوبی در ۲۴ مارس ۲۰۱۸ انجام داد.